# Casal de Joves de Prosperitat
El Casal de Joves de Prosperitat és un equipament sociocultural, que va néixer fa el 1988, al barri de La Prosperitat. Durant aquests anys, el Casal ha desenvolupat un gran volum de propostes socials i sobretot musicals. Des del curs 2015 Forma part de l'Associació de Casals i Grups de Joves de Catalunya.

## Història del Casal de Joves
El Casal de Joves de Prosperitat va obrir les portes en octubre de 1988 en l'actual emplaçament al carrer Joaquim Valls número 82, un antic magatzem de mobles encaixonat entre edificis i sense cap mena d'insonorització. Des del primer moment un dels eixos dinamitzadors del Casal va ser la música, igual que ho és la fotografia o el circ en altres equipaments.
La insonorització d'aquest espai sempre ha sigut un problema d'aquest equipament i fins i tot estava al pla d'actuació de l'Associació de Veïnes i Veïns de Prosperitat.
Per culpa d'aquest problema de soroll i manca d'insonorització es va haver d'anar habilitant a poc a poc aquest espai. A finals de l'any 2008 i a causa d'unes denúncies veïnals per soroll es va intentar tancar el Casal de Joves fins que compleixi la llei. Encara que finalment no va ser així i l'Ajuntament de Barcelona va intentar insonoritzar aquest equipament, però va ser insuficient perquè encara no complia la llei. Es va gastar 150.000 € i no va servir per habilitar l'espai. Això va significar que per ordre de 22 d'octubre de 2009, l'Ajuntament va prohibir al Casal de Joves desenvolupar part de les seves activitats, com el taller de flamenc i l'assaig de grups de música.
Durant un any, el Casal de Joves de Prosperitat es van anant fent altres activitats menys sorolloses o fent aquestes, en altres espais a l'espera de trobar una solució.
El 27 de setembre de 2010 l'edifici del Casal de Joves de Prosperitat al carrer Joaquim Valls 82 va tancar les portes per ordre de l'Ajuntament a causa dels sorolls i les molèsties veïnals. Per això s'està projectant un trasllat a uns mòduls prefabricats al passeig de Valldaura. Des de llavors, es va traslladar de manera provisional a uns mòduls prefabricats ubicats en un solar on es va prometre la construcció del nou Casal de joves, a l'Avinguda Rio de Janeiro número 100.

## La seva gestió
El Casal de Joves de Prosperitat és gestionat per l'Associació Juvenil Sociocultural de Prosperitat formada pels usuaris i usuàries, veïns i veïnes joves que volen formar part d'aquest projecte juvenil.

## Entitats
El Casal de Joves com a equipament dona cabuda i cedeix els seus locals a moltes entitats que sense aquesta no tindrien llocs per realitzar el seu projecte. Entre les seves entitats es troben:
- Espai de Trobada "la Cuarta". Aquest es l'espai que s'encarrega de dinamitzar el jovent del barri amb tallers, xerrades, exposicions i concerts, i està format per una comissió de joves usuàries. Totes les activitats es creen amb la premissa d'Autogestió i d'oci i cultura alternatius.
- Col·lectiu de Músics. Una comissió de gestió dels buc's d'assaig del pròpi casal de joves.
- Associació d'Artesans. (fins a 2010)
- Nou Rock Barris (fins a 2010). Es reuneix els dimarts a les 22 h i gestiona els grups musicals que tenen el seu local d'assaig al mateix Casal de Joves.
- Ràdio Línia 4. El seu projecte com a ràdio sense ànim de lucre és informar sobretot allò que els sembla important i que del que no és notícia pels grans mitjans de comunicació. Sobretot donen importància a les històries del barri de La Prosperitat, als grups musicals i teatrals i entitats que comencen a obrir-se al barri.[9] Ràdio Línia 4 es gestiona per assemblees de tots els seus membres i oberta a tota aquella persona que es vulgui adherir. Són assemblees setmanals, normalment dimarts a les 20:30 en el Casal de Joves.
- CAM(fins a 2010). És un Centre d'Alta Muntanya obert a tothom que practiqui esports com: l'escalada en roca i gel, l'esquí, l'alpinisme, barranquisme... Des d'aquí pots federar-te a la Federació d'Entitats Excursionistes de Catalunya i utilitzar una petita biblioteca de muntanya amb: llibres, revistes, ressenyes, manuals...
- Assoc. de Rol de Prosperitat Nou Barris (ARP9B) (fins a 2017): Associació amb més de 20 anys d'història elaborant i organitzant partides i jocs de rol. De caràcter obert a mostrar, ensenyar i deixar participar en tothom que estigui interessat en el món del rol (jocs d'estratègia, jocs narratius, Wharhammer, etc.), i la seva subcultura desenvolupada per obres internacionals com: el Senyor dels Anells, Elric de Melnibone, els Mites de Cthulhu...